# ستانيسلاف ستراتييف
ستانيسلاف ستراتييف (9 سبتمبر 1941 - 20 سبتمبر 2000) (باللغة البلغاریة: Станислав Стратиев) كان كاتبًا بلغاريًا وكاتب مسرحي.

## حياته
بدأ عمله في مسرح الدولة الساخر منذ عام 1976. بدأ ينشر أعماله منذ عام 1958 في الصحف المدرسية.

## الإنتاج الأدبي
- طواحين الهواء الوحيدة - رواية (1969)
- بطة برية بين الأشجار- رواية (1972)
- تفاصيل من المشهد - قصصا طويلة (1977)
- حمام روماني: مسرحية كوميدية ذات فصلين (1974)
- سترة من المخملين: مسرحية كوميدية ذات فصلين (1976)
- الحافلة: مسرحية كوميدية ذات فصلين (1980)

## روابط خارجية
- ستانيسلاف ستراتييف على موقع IMDb (الإنجليزية)
- ستانيسلاف ستراتييف على موقع قاعدة بيانات الفيلم (الإنجليزية)